# 2009 في الجزائر
فيما يلي قوائم الأحداث التي وقعت خلال عام 2009 في الجزائر منها الأزمة المصرية الجزائرية 2009، هي أزمة وقعت بين مصر والجزائر عقب مباراة كرة قدم لعبها المنتخب المصري لكرة القدم والمنتخب الجزائري والتي إنتهت بفوز الفريق الجزائري وتأهله لبطولة لكأس العالم 2010. مظاهرات في شوارع القاهرة أعقاب مباراة مصر والجزائر في السودان، 18 نوفمبر، 2009.

## أحداث
- 9 أبريل – أعاد الجزائريون انتخاب عبد العزيز بوتفليقة للمرة الثالثة
- 24 أبريل – تجديد الثقة في الوزير الأول أحمد أويحيى و تشكيل حكومة أويحيى الثامنة

## رياضة
- 1 يناير – نزاع كأس العالم بين مصر والجزائر 2009
- 18 نوفمبر - تأهل إلى بطولة كأس العالم في جنوب أفريقيا.

## أفلام
من الأفلام التي صدرت هذه السنة في الجزائر:

## كتب
من الكتب التي صدرت هذه السنة في الجزائر:

### يناير
- 1 يناير - سعيد آيت مسعودان (مواليد 1933) أول طيار جزائري ووزير سابق

### فبراير
```
24 فبراير - 
عمر البرناوي
 (مواليد 1935) كان شاعراً ومؤلفاً جزائرياً
```

### مايو
- 7 مايو - محمد مغلاوي (مواليد 1944) كان سياسياً ووزيراً في الحكومة الجزائرية.

### يونيو
- 22 يونيو شريف بلقاسم (مواليد

 1930) سياسي ووزير سابق في الحكومة الجزائرية

### نوفمبر
- 6 نوفمبر - بشير بومعزة (مواليد 1927) سياسي جزائري